# Monte Pulito (San Marino)
Il Monte Pulito è un rilievo della Repubblica di San Marino che si trova nel castello di Faetano, con i suoi 346 m.s.l. è per altezza l'ottava cima più alta del piccolo Stato.